# Shaar-Hagolan
Shaar-Hagolan (en hébreu : שער הגולן) est un kibboutz non religieux , créé par des Juifs originaires de Tchécoslovaquie et de Pologne et membres du mouvement Hashomer Hatzair dans le territoire de ce qui était alors, de 1923 à 1948, la Palestine sous mandat britannique. Après 7 premières années de préparation au terrain et des membres venant de kibboutz voisin, le kibboutz est effectivement créé le 21 mars 1937, dans le cadre de la politique de "Tour et Muraille", de Rishon LeZion à la vallée du Jourdain, tout proche du fleuve Yarmouk (arabe : نهر اليرموك, Nahr Al-Yarmouk, ou شريعة المناذرة, Shariat el Menadhirah; hébreu : נַחַל הַיַּרְמוּךְ, Nahar HaYarmukh; latin : Hieromices)  et aux pieds du plateau du Golan. Son nom, "Shaar Hagolan", signifie en hébreu : "La Porte du Golan" (en arabe الجولان, al-Jūlān, en hébreu גולן, Golan).
Lors de la Guerre d'Indépendance en 1948, après 4 jours de résistance israélienne, du 15 au 18 mai, l'armée syrienne s'empare du kibboutz et le détruit, en brûlant notamment les maisons.5 jours plus tard, la position tombe de nouveau aux mains de défenseurs du kibboutz, aidés par  la Haganah et elle est progressivement restaurée.
La Guerre des Six Jours (5-11 juin 1967) permet d'éloigner le menace syrienne du haut du plateau du Golan. Cependant, surviennent rapidement les attaques quotidiennes de la frontière jordanienne, et les embuscades armées. C'est à cette époque que sont construits des abris dans la cour du kibboutz, abris jouxtant la maison des enfants qui y dorment désormais de façon régulière.
Au cours de la Guerre de Kippour (6-24 octobre 1973), la frontière jordano-israélienne n'est pas le lieu d'activités guerrières, la Jordanie, sous l'autorité de son roi, Hussein, ayant refusé de lancer ses forces armées dans une guerre nouvelle contre Israël, alors que ses forces avaient été totalement défaites à compter du 7 juin 1967 avec la conquête de Jérusalem-Est par les parachutistes de la 55e brigade d 'infanterie du général Uzi Narkiss et ensuite avec la perte complète de la CIsjordanie conquise à compter du 10 juin 1967.
Le kibboutz Shaar Hagolan s'est construit grâce à l'idéal de fondateurs pétris de convictions sionistes et socialistes, et sur les valeurs du travail en commun, de l'égalité et de l'entraide. Le travail de la terre fut sa principale source de ressources.
Au début des années 1950, fut créé, après la découverte de vestiges préhistoriques qui se trouvaient proches des terres allouées au kibboutz, le premier musée consacré à la préhistoire en Israël (vestiges du néolithique, trouvés près du fleuve Yarmouk)). Ce site est appelé par les préhistoriens la culture yarmoukienne.
Le kibboutz compte, en 2019, 543 habitants. En 2006, il avait 400 adultes et 130 enfants, dont certains étaient les descendants des membres qui avaient procédé à sa création en 1937. Ces jeunes kibboutzniks  étaient alors la 4e génération présente sur les lieux.
Shaar Hagolan cumule de nombreuses activités, dans le domaine industriel ;
- une usine de matière plastique ;
- une usine de tuyauterie ;
- une fabrique de meubles.

Dans le domaine de l'agriculture, sur une surface d'environ 3000 dunams, sont cultivés : 
- bananes ;
- avocats, mangues, litchis ;
- palmiers dattiers ;
- maïs, blé, tomates, pastèques ;
- ruches d'abeilles ;
- le kibboutz dispose d'un poulailler.

Ces dernières années, le kibboutz Shaar Hagolan se développe dans le domaine touristique; pour ce faire, il a été créé une maison d'hôtes, d'une vingtaine de chambres.